# 横浜スポーツ&カルチャークラブ
横浜スポーツ&カルチャークラブ（よこはまスポーツ アンド カルチャークラブ、英: Yokohama Sports & Culture Club）は、日本の神奈川県横浜市をホームタウンとするサッカークラブ。Jリーグ加盟を目指すクラブの1つである。日本フットボールリーグ（JFL）所属。呼称は「Y.S.C.C.横浜」（ワイエスシーシーよこはま）。

## 概要
1986（昭和61）年「横浜サッカー&カルチャークラブ」として創立。同年、全日空横浜サッカークラブを退団した吉野次郎や唐井直など2人の元選手が、全日空横浜クラブの前身である横浜サッカークラブの原点に立ち返る事を提唱し、住民と深くつながるスポーツクラブを通じた地域文化の発展を目指して創設。2002（平成14）年にNPO法人化。「Y.S.C.C.」の呼称を残しつつ、総合型スポーツクラブへの発展を視野に入れて名称を変更。
現在、ホームスタジアムは横浜市中区本牧にあり、中区及び横浜市南部を基盤とした各種活動を進めている。主催試合は神奈川区の横浜市三ツ沢公園球技場（ニッパツ三ツ沢球技場）で主に行われ、練習場は横浜カントリー・アンド・アスレティック・クラブである（詳細は#スタジアム・練習場を参照）。
設立の経緯（後述）もあり、2011年時点で横浜F・マリノスや横浜FCのようなプロサッカークラブの設立はせずにアマチュアとして地域スポーツ文化活動の振興を目指す としていたが、2014年に発足するJ3参加を目指し、2013年6月にJリーグ準加盟申請を行った。2013年にJリーグ準加盟クラブとして承認され、2024年にJリーグを退会した。社会人のトップチームは、現在は日本フットボールリーグ（JFL）に所属している。
マスコットキャラクターは、オカピとペガサスがモチーフの「ハマピィ」。一般公募により、2020年12月19日に誕生した。

## 歴史

### 設立の経緯
クラブのルーツは東京オリンピック後の1964年に発足した「横浜・中区スポーツ少年団」にまでさかのぼる。その後、全日本空輸（全日空）が資本参加し、数度のクラブ名変更を経ながら、1984年には当時のトップカテゴリである日本サッカーリーグ（JSL）1部に昇格。これを機に同クラブは全日空の完全子会社である全日空スポーツの運営する「全日空横浜サッカークラブ」として運営されることになる。これに対し、同クラブに携わっていたOBやスタッフが『企業に依存するクラブ運営』に疑問を感じ、1964年設立当時の理念である『地域に根ざしたクラブ』を具現化するべく、当時育成部を率いた谷中義人が、保護者の意向を受けて、1986年9月に新たに設立されたのが横浜スポーツクラブであり、Y.S.C.C.はこの年を設立年としている。設立当初は中学生への指導を中心としたクラブであり、1987年には横浜サッカー&カルチャークラブに改称している。

### 1988年 - 2013年（地域リーグ・JFL）
1988年、トップチームが神奈川県社会人サッカーリーグに参加し、最も下のカテゴリである3部に参戦。翌1989年に同2部に、1990年に同1部に昇格。
2002年には運営母体が特定非営利活動法人（NPO法人）化すると共に、クラブ名を横浜スポーツ&カルチャークラブへ変更した。2003年に開催される第37回関東サッカーリーグ（関東リーグ）が2部制に移行することに伴い関東リーグ2部へ自動昇格を果たす。参戦2年目の2004年、関東リーグ2部2位となり、1部に自動昇格。2006年に初優勝した。
2011年、関東リーグ1部で4度目の優勝を果たすと共に、4回目の出場となった第35回全国地域サッカーリーグ決勝大会で優勝、日本フットボールリーグ（JFL）への昇格を果たす。
2013年、翌年からのJ3リーグ創設が発表されると、クラブはJリーグ参入へと大きく方針転換する。6月にはJリーグ準加盟の申請書を提出 し、8月20日にJリーグ理事会で準加盟が承認され、11月19日にはJリーグへの入会が承認され、J3リーグへの参入が決まった。以降、Jリーグ規約第27条の規定「Jクラブの法人名、チーム名および呼称（以下総称して「名称」という。ただしチーム名および呼称には地域名が含まれているものとする）」 により、呼称を英字略称のみの「Y.S.C.C.」 から地域名を含んだ「Y.S.C.C.横浜」とする。なおクラブの公式サイト上では引き続き「Y.S.C.C.」の表記のみが用いられている。

### 2014年 - 2024年（J3）
2014年
- チームスローガン「チャレンジ14」

Jリーグ参戦初年度の監督には、YS横浜のアカデミー出身でFC東京U-18コーチを務めていた有馬賢二が就任。小澤光・西山峻太・服部大樹・吉田明生の4名がクラブ初のプロ契約選手となった。
シーズン開幕と同時に7戦勝利なし（3分4敗）、第8節藤枝戦でJリーグ初白星を飾るが翌節から6連敗を喫した。また、連勝が1度もなく年間4勝（12分17敗）で12チーム中最下位に終わった。天皇杯は2回戦敗退。
2015年
- チームスローガン「Challenge is fun」

有馬体制2年目。新戦力として佐々木雅人ら大学生6名が入団、下部組織から吉田颯が昇格した。シーズン中には友澤貴気が加入し、千葉から仲村京雅がレンタル移籍で加入した。
開幕戦の琉球戦で勝利を挙げたものの、5節から14戦勝利なしなど今シーズンも連勝は1つもなかった。昨年より多い7勝を挙げたものの順位は2年連続の最下位（13チーム中）に終わった。
シーズン終了をもって有馬が監督を退任。高橋拓也が横浜FM、梅内和磨が盛岡、中山和弥が栃木U、泉宗太郎が東海1部・鈴鹿へ完全移籍、藤川祐司を含む5人が引退、2人が契約満了でチームを去った。また仲村京雅はレンタル移籍期間満了となった。
2016年
- チームスローガン「志　〜30年目の挑戦〜」

監督に横浜FMや甲府で監督を務めた樋口靖洋が就任。FW辻正男が金沢から4年ぶりの復帰、鳥取から野崎雅也を獲得。U-18から宮内寛斗が昇格。MF宮尾孝一（桐蔭横浜大）、DF帷智行（高知大）、GK佐川亮介（拓殖大）が加入した。
リーグ戦は3シーズン連続で連勝がなく、シーズン終盤には14戦勝利なし（3分11敗）も記録し、年間5勝で3年連続の最下位（16チーム中）に終わった。
シーズン終了後、渡邉三城が引退、野崎雅也が長野、佐々木雅人が藤枝、守山健二が奈良クラブ（育成組織GKコーチ兼任）へ完全移籍、契約満了で6人がチームを去った。
2017年
- チームスローガン「一丸」

樋口体制2年目。東京Vから北脇健慈、高知ユナイテッドSCから奥田裕貴、モンテネグロ・FKイスクラ・ダニロヴグラードから後藤京介を完全移籍で獲得、レンタル移籍で千葉から仲村京雅が2年ぶりに復帰、新外国人選手としてフィリップ・ウィフマン、張帥を補強、U-18から上田航平、金子大晟の2名が昇格、岩壁裕也、北原大奨（共に東海大）、西山雄介（山梨学院大）、奥田晃也（神奈川大）、小松駿太（順天堂大）、小笠原賢聖（日本体育大）の大学生6名が新加入した。
リーグ戦は開幕から6戦勝ちなし（1分5敗）だったが、シーズン後半にJ3加盟後初の連勝（3連勝）を含む7戦負けなし（5勝2分）を記録。昇格後最多となる8勝を挙げ、14位（17チーム中）と初めて最下位を脱出し、甲府・徳島がJ2時代に記録した「同一カテゴリーの連続最下位」のワースト記録更新を防いだ。天皇杯は3年ぶりに予選を突破し出場したが1回戦で筑波大学に敗れた。
シーズン終了後、関東1部時代から9年間在籍していた松田康佑が引退、奥田裕貴が鳥取、小松駿太が琉球、山﨑正登がJFL・ラインメール青森FCへ移籍、契約満了で4人がチームを去った。
2018年
- チームスローガン「飛躍~Jump up！」

樋口体制3年目。盛岡から土館賢人、JFL・ヴェルスパ大分から河野諒祐を完全移籍で獲得、レンタル移籍だった仲村京雅が完全移籍に移行、新外国人選手としてマラウイ初のJリーガーとなるマラウイ代表のジャブラニ・リンジェを補強、セカンドから山内恵太、芦野翔斗の2名が昇格、佐藤祐太、三沢直人、尾身俊哉（共に専修大）、進昂平、古島圭人（共に東京国際大）、柳雄太郎（明海大）、浅川隼人（桐蔭横浜大）の大学生7名が加入した。リーグ戦は昨年より1つ順位を下げて15位。シーズン終了後に樋口が監督を退任した。
2019年
- チームスローガン「やってやろうぜ！ ～Let’s do it！～」

シュタルフ悠紀リヒャルトが監督に就任。リーグ戦は前年より2つ順位を上げて13位。
2020年
- チームスローガン「やってやろうぜ！＋１」

シュタルフが監督を続投した。
2021年
- チームスローガン「やってやろうぜNOW」

クラブは、2021年9月29日にJリーグから発表された、2022年度クラブライセンスにおいて、J2ライセンスを取得した。ただし、ニッパツ三ツ沢球技場の屋根がないため、Jリーグの施設基準にある「屋根は観客席の1/3以上を覆わなければならない」に違反するため、制裁を科されることになった。
クラブは前年より、第1種（社会人トップチーム）のJ2以上の昇格に必要な日本法に基づく会社法人 として「株式会社Y.S.C.C.」を設立し、「2014年J3入会時の『10年かけてプロらしいクラブ』にするという言葉を前倒し、更なるステップアップのために、これまで積み上げてきた、このクラブの価値、その向上を楽しめる仲間を募り、多くの出会いの中から上昇を目指してまいります」（吉野次郎）としている。リーグ戦は過去最高となる8位で終了。シーズン終了後にシュタルフ監督が退任した。
2022年
- チームスローガン「限界突破」

仲田建二が監督に就任。開幕から5連敗を含む6戦勝ちなしと低迷。4月24日の天皇杯神奈川県予選3回戦で桐蔭横浜大学に敗れると、5月3日に仲田監督が体調不良で休養。5月25日に辞任した。同日、星川敬監督が就任した。監督交代直後の北九州戦で今シーズン初勝利を挙げ、後半戦では6勝と復調し、最下位を脱出。最終順位は16位となった。
クラブライセンスについては、引き続き特例を生かしたJ2ライセンスを申請したが、10月25日公表のライセンス交付結果の段階では「財務状況をより詳細に確認する必要がある」とする理由で交付保留となり、11月の理事会で改めてライセンス交付について継続審議となった が、結果的には交付された。
2023年
- チームスローガン「RE BORN」

星川敬が監督を続投。開幕から7戦勝ちなし(2分5敗)と序盤は低迷したが、その後3連勝を含む6戦負けなし(5勝1分)と復調した。しかし、夏にかけて再び成績が低迷し8月29日に星川敬監督を解任した。その後8月30日に倉貫一毅が監督に就任した。
監督交代以降、チームは上り調子となり10月にはクラブタイ記録となる4連勝を記録。倉貫監督は10月度の明治安田生命J3リーグ月間優秀監督賞を受賞した。最終順位は12位、勝ち点は過去最高の52まで伸ばした。
2024年
- チームスローガン「一戦集中」

倉貫一毅が監督を続投。開幕から6戦未勝利で第5節に最下位に落ちた後、第7、8節と連勝で12位となったのがシーズン最高順位で、第15節から4連敗したものの、前半戦終了時は19位讃岐と勝点差5の16位だった。しかし第22節から9試合勝利なしで第28節終了時に19位に陥落し、第29節で対戦した最下位の岩手にもホームで0-0と勝ち点2を取り零してしまい、第31節ホーム琉球戦で10試合ぶりに勝利し18位浮上したものの、愛媛県今治市にあるアシックス里山スタジアムで今治に逆転負けし、SC相模原との神奈川ダービーも落として連敗を喫した事で第33節終了時に19位に再転落、結局その今治戦からラスト7戦勝利なしのまま19位に終わり、同年JFLで2位に入った高知ユナイテッドSCとのJ3・JFL入れ替え戦に出場。香川県丸亀市のPikaraスタジアムで行われた第1戦は1-1だったものの、ホームで開催された第2戦に0-2で敗れ、J3退会及び12年ぶりのJFL参入が決定した。
シーズン終了後、倉貫が監督を辞任。

### 2025年 -（地域リーグ・JFL）
2025年
前ソウル・イーランドFCコーチの長嶺寛明が監督就任。JFLではJリーグと異なり呼称に地域名の明示は義務付けられていないが、「Y.S.C.C.横浜」の呼称を継続する。ただし略称はJリーグ時代の「YS横浜」から「YSCC」となった。しかし第6節のFCティアモ枚方戦の勝利以降、9試合勝利が無かったため7月11日に長嶺監督との契約解除を発表。7月17日、後任としてACアルマレッザ入間で監督を務めていた尾松剛が監督に就任。

## タイトル・表彰

### リーグ戦
- 関東サッカーリーグ1部：4回
  - 2006, 2009, 2010, 2011

### カップ戦他
- 全国地域サッカーチャンピオンズリーグ：1回
  - 2011
- 神奈川県サッカー選手権大会（兼天皇杯神奈川県予選）：9回
  - 2002, 2008, 2010, 2011, 2012, 2014, 2017, 2018, 2021
- KSL市原カップ：1回
  - 2010

### 個人
- 日本フットボールリーグ
  - 得点王
    - 2012年 : 辻正男 (20得点)

  - ベストイレブン
    - 2012年 : 辻正男

  - 新人王
    - 2012年 : 辻正男

### その他
- J3リーグ
  - フェアプレー賞 : 2016, 2017, 2018

## スタジアム・練習場
ホームスタジアムは神奈川区のニッパツ三ツ沢球技場である。過去のホームゲーム開催スタジアムは横浜スポーツ&カルチャークラブの年度別成績一覧#年度別入場者数を参照のこと。
練習場は横浜カントリー・アンド・アスレティック・クラブおよび海の公園なぎさグランドの2ヵ所である。

## 下部組織
創設した1986年当初はサッカー教室のみで中高生ら28名でスタートした が、2003年にサッカーチームに所属する子どもを送迎する母親を対象としたヨガ教室を開始して以後、バスケットボール、テニス、バドミントンなどサッカー以外の種目にも活動を拡大。幼稚園から大人、女性とあらゆる世代が参加する総合型地域スポーツクラブとなった。また、2005年に日本体育協会の総合型地域スポーツクラブ育成支援事業、育成指定クラブに認定された。

### アカデミー他
育成部門として「ユース」（U-18）、「ジュニアユース」（U-15）、「U-12アカデミー」、「U-10アカデミー」を有する。また、セカンドチームの「Y.S.C.C.セカンド」と、シニアチームの「Y.S.C.C.マスターズ」が神奈川県社会人サッカーリーグで、女子サッカーチームの「Y.S.C.C.コスモス」（2012年発足）が神奈川県女子サッカーリーグで活動している。

## ユニフォーム

### チームカラー
- 水色[8]、  白[8]、    オレンジ[8]

### ユニフォームスポンサー
| 掲出箇所 | スポンサー名               | 表記             | 掲出年   | 備考                               |
| 胸       | イオングループ             | まいばすけっと   | 2025年 - |                                    |
| 鎖骨     | Remain in                  | Remain in        | 2025年 - | 右側に表記                         |
| 鎖骨     | 太幸                       | TAIKO            | 2025年 - | 左側に表記                         |
| 背中上   | 三親住設                   | SANSHIN          | 2022年 - | 2022年はパンツ 2023年 - 2024年は胸 |
| 背中下   | YKA ENTERTAINMENT 合同会社 | YKA dance studio | 2025年 - |                                    |
| 袖       | なし                       | -                | -        |                                    |
| パンツ   | なし                       | -                | -        |                                    |

- 2014年より右袖に「HONMOKU」「YOKOHAMA」の文字をプリントしている。
- 2025年からは漢字で「横浜本牧」という表記になった。

### ユニフォームサプライヤーの遍歴
- - 2011年：ナイキ
- 2012年 - 2017年：スボルメ
- 2018年：グランデ
- 2019年 - 2021年：ヤンガー
- 2022年[44] - 2024年：ボネーラ
- 2025年 [45] - ： ペナルティ

### 歴代ユニフォーム
| FP 1st | FP 1st      | FP 1st | FP 1st | FP 1st      |
| ------ | ----------- | ------ | ------ | ----------- |
| 2014   | 2015 - 2016 | 2017   | 2018   | 2019 - 2020 |
| 2021   | 2022        | 2023   | 2024   | 2025 -      |
|        |             |        |        |             |

| FP 2nd | FP 2nd      | FP 2nd | FP 2nd      | FP 2nd |
| ------ | ----------- | ------ | ----------- | ------ |
| 2014   | 2015 - 2017 | 2018   | 2019 - 2020 | 2021   |
| 2022   | 2023        | 2024   | 2025 -      |        |
|        |             |        |             |        |

### 歴代ユニフォームスポンサー表記
| 年度 | 箇所                   | 箇所         | 箇所                                     | 箇所              | 箇所                         | 箇所                     | 箇所           | 箇所       | サプライヤー |
| 年度 | 胸                     | 鎖骨左       | 鎖骨右                                   | 背中上部          | 背中下部                     | 袖                       | パンツ前面     | パンツ背面 | サプライヤー |
| 2010 | ブライセン             | 解禁前       | 解禁前                                   | RENO-TEC          | 解禁前                       | -                        | LOGIX          | 解禁前     | NIKE         |
| 2011 | ブライセン             | 解禁前       | 解禁前                                   | RENO-TEC          | 解禁前                       | -                        | LOGIX          | 解禁前     | NIKE         |
| 2012 | ブライセン             | 解禁前       | 解禁前                                   | RENO-TEC          | 解禁前                       | KASPERSKY lab            | -              | 解禁前     | svolme       |
| 2013 | KASPERSKY lab          | 解禁前       | 解禁前                                   | ブライセン        | 解禁前                       | RENO-TEC                 | 食品館あおば   | 解禁前     | svolme       |
| 2014 | KASPERSKY lab          | 解禁前       | 解禁前                                   | RENO-TEC          | 解禁前                       | -                        | 食品館あおば   | 解禁前     | svolme       |
| 2015 | KASPERSKY lab          | 解禁前       | 解禁前                                   | RENO-TEC          | 解禁前                       | YOKOHAMA "WORLD PORTERS" | 食品館あおば   | 解禁前     | svolme       |
| 2016 | KASPERSKY lab          | 解禁前       | 解禁前                                   | RENO-TEC          | -                            | YOKOHAMA "WORLD PORTERS" | 食品館あおば   | 解禁前     | svolme       |
| 2017 | KASPERSKY lab          | 解禁前       | 解禁前                                   | RENO-TEC          | -                            | YOKOHAMA "WORLD PORTERS" | 食品館あおば   | 解禁前     | svolme       |
| 2018 | - / 科曼得体育         | -            | -                                        | RENO-TEC          | -                            | YOKOHAMA "WORLD PORTERS" | -              | 解禁前     | GRANDE       |
| 2019 | -                      | - / delete C | - / CAR & LIFE PARTNERS ネッツトヨタ横浜 | -                 | -                            | -                        | -              | 解禁前     | younger      |
| 2020 | -                      | delete C     | トヨタ モビリティ 神奈川                 | -                 | -                            | -                        | -              | -          | younger      |
| 2021 | UNASDG FINANCE LIMITED | delete C     | トヨタ モビリティ 神奈川                 | BAR TRADING GROUP | Hotoku Construction Co.,Ltd. | BT PROPERTY DEVELOPMENT  | BASE HOLEDINGS | -          | younger      |
| 2022 | UNASDG FINANCE LIMITED | delete C     | トヨタ モビリティ 神奈川                 | BAR TRADING GROUP | -                            | BT PROPERTY DEVELOPMENT  | SANSHIN        | -          | bonera       |
| 2023 | SANSHIN 三親建設       | K 晃鈴産業   | トヨタ モビリティ 神奈川                 | -                 | -                            | HURRAY                   | -              | -          | bonera       |
| 2024 | SANSHIN 三親建設       | -            | トヨタ モビリティ 神奈川                 | delete C          | -                            | -                        | -              | -          | bonera       |